# 難波克弘
難波 克弘（なんば かつひろ、1967年2月19日 - ）は、日本の元俳優・子役、声優。

## 来歴
東京都渋谷区、中野区、新宿区出身。東京都渋谷区で誕生し、小学4年生までは東京都中野区に住んでおり、小学5年生に東京都新宿区に転居して転校。1984年時点では東京都杉並区に住んでいた。
小さい頃は体が弱く、すぐに寝込んでしまう子供で、外であまり遊んでいなかった。
小学4年生の時に新聞のテレビ欄にあった「新人タレント募集」の広告に興味を引かれて演劇に興味を持つ。
家族が岡山県から東京都に引っ越した時に8つ年上の兄が方言を直すために入団していた劇団こまどりを提案して、劇団に電話して面接のアポを取り、小学4年生の12月にグループこまどりに入団。子役時代を経て、洋画の吹き替えで声優としての活動を始める。アニメでのデビューは『がんばれ! ぼくらのヒット・エンド・ラン』。変声期途中の東京都立新宿高等学校在学中に『銀河漂流バイファム』の主役に起用され有名となる。高校時代は音楽部に所属していた。大学は私立大学に進学。
幼少の頃からマイコンに興味を持ち、小学生だった難波は東京都西新宿にあったタンディ・ラジオシャックにフロッピーディスクを持ち込み、店頭展示してあるTRS-80 Model I用のプログラムを書いていた。役者業と並行し中学時代よりアスキーでアルバイトとして勤め、マイクロソフト製品を扱う部門にいたことから大学在学時にマイクロソフトの日本法人の設立に際してアルバイト先も移動、1989年卒業とともにマイクロソフト株式会社の正社員となり芸能界引退状態となる。MSワード6.0の開発のためマイクロソフト米国本社への長期出張の末1993年に転籍しアメリカ・ワシントン州へ移住、MSワードなどのソフトウェアデベロッパーとして勤務していた。2009年4月に同社を依願退職し、フリーランスな生活を過ごしていることが公式サイト上のブログで綴られている。

## 人物
引退後は『銀河漂流バイファム』のロディ・シャッフル役を保志総一朗、『タッチ』の佐々木と『陽あたり良好!』の中岡役を石田彰が担当した。
実家は母が営んでいた鉄板焼屋「里来」。

## 出演作品

### テレビアニメ
- がんばれ! ぼくらのヒット・エンド・ラン（1979年）
- 二十四の瞳（1980年）
- 十五少年漂流記（1982年、ゴードン）
- キャプテン（1983年）
- 銀河漂流バイファム（1983年 - 1984年、ロディ）
- 重戦機エルガイム（1984年、チグマ）
- 魔法の妖精ペルシャ（1985年、王子様）
- タッチ（1985年、佐々木）
- 青春アニメ全集「野菊の墓」（1986年、政夫）
- 陽あたり良好!（1987年、中岡誠）

### OVA
- 銀河漂流バイファム（ロディ・シャッフル）
  - カチュアからの便り（1984年）
  - 集まった13人（1984年）
  - 消えた12人（1985年）
  - “ケイトの記憶” 涙の奪回作戦（1985年）

### 劇場アニメ
- タッチ3 君が通り過ぎたあとに -DON'T PASS ME BY-（1987年、佐々木）

### ドラマアルバム
- 銀河漂流バイファム 「金曜劇場」 ジェイナス愛の航海日誌…気分はもう主役（ロディ・シャッフル）

### 吹き替え

#### 映画
- 青い鳥（チルチル）
- アドベンチャー・ファミリー（トビー）
- アリスの恋（トミー）
- ある愛の詩
- オーメン2/ダミアン（ダミアン）
- がんばれ!ベアーズ
- クリスマス・ツリー（パスカル）
- 死んだ魚の謎
- スタンド・バイ・ミー（クリス・チェンバーズ）
- 続・青い体験
- ダーティハリー
- ダウンタウン物語
- タワーリング・インフェルノ（フィリップ）
- 動物と子供たちの詩
- トラックファイター
- トリュフォーの思春期
- ニール・サイモンのキャッシュ・マン（マイケル）
- ハックフィンの大冒険
- ベスト・キッド
- ボーイズ・ボーイズ ケニーと仲間たち
- 星になった少年
- メリーゴーランド（ルカ）
- モン・パリ

#### ドラマ
- 小公子
- 大草原の小さな家（アンディ）
- 新・大草原の小さな家（ウィリー）
- ダイナスティ
- ワンダーウーマン

### テレビドラマ
- 1年B組新八先生（田上三郎）
- ガキ大将行進曲（光男）
- 娘が家出した夏 家庭ってなァに?（名谷晴景）
- 17歳の戦争
- みんななかよし
- ぼくらの社会科ノート

### ラジオ
- アニメトピア
- 合格いっぽん道
- パソパソワールド

### テレビ番組
- シティ・インフォメーション（NHK-BS 1988年）

### 舞台
- 草燃える（帝国劇場）
- 王様と私（帝国劇場）